# Falla Murillo i Palomar
La comissió Falla Murillo i Palomar (número 8 al cens de Junta Central Fallera) és una associació cultural fallera amb seu social al Carrer Palomar, 4, al barri del Carme de València. Planta falla des del 1862, antiguitat reconeguda des de 1887. Més d'un segle i mig fent falla al bell mig de la ciutat de València, al Barri de Velluters, formant part del Sector-Agrupació El Pilar-Sant Francesc. La Comissió va estar a punt de desaparèixer a mitjans dels anys 2000 per falta d'integrants, situació que es va repetir a la dècada següent.